# Pinocchio (serie televisiva)
Pinocchio (피노키오?, Pinoki-oLR) è una serie televisiva sudcoreana trasmessa su SBS dal 12 novembre 2014 al 15 gennaio 2015.

## Trama
Nel 2000, Ki Ha-myung vive una vita felice con i genitori e il fratello maggiore Jae-myung fino al giorno in cui suo padre Ho-sang, capitano della squadra antincendio, muore nell'esplosione di una fabbrica insieme a molti dei suoi uomini. Poiché il corpo di Ho-sang è inizialmente disperso, i media trasformano l'uomo in un capro espiatorio, in particolare la fredda giornalista della MSC Song Cha-ok, che asserisce che Ho-sang sia sopravvissuto e si stia nascondendo perché è responsabile della morte dei suoi uomini. La famiglia Ki viene quindi emarginata dai vicini e diventa oggetto dello scherno nazionale: la madre di Ha-myung si butta così con il figlio minore da una scogliera e Jae-myung incolpa in media, in particolare Cha-ok, per la loro morte. In realtà, Ha-myung è sopravvissuto ed è stato salvato da Choi Gong-pil, un uomo anziano che vive sull'isola di Hyangri e che crede che il ragazzo sia suo figlio Choi Dal-po, un sempliciotto morto da trent'anni. Ha-myung, che non ha nessun altro al mondo, decide di stare al gioco e inizia a trattare Gong-pil come un padre; l'uomo lo adotta ufficialmente, cambiandogli nome in Dal-po, e lo inserisce nei registri della famiglia come figlio maggiore. Quando cinque mesi dopo il figlio minore di Gong-pil, Choi Dal-pyung, si trasferisce sull'isola con la figlia Choi In-ha, i due rimangono sbalorditi di dover chiamare un ragazzino "fratello maggiore" e "zio". In-ha, che idolatra sua madre, odia vivere sull'isola dopo il divorzio dei genitori e ha la "sindrome di Pinocchio", che la fa singhiozzare ogni volta che dice una bugia. L'amicizia nascente tra Dal-po e In-ha riceve un duro colpo quando lui scopre che la madre della ragazza non è altri che Song Cha-ok.
Cinque anni dopo, Dal-po e In-ha sono all'ultimo anno di liceo, nella stessa classe. Dal-po, che finge di essere stupido come il vero Dal-po e prende solo zero nelle verifiche, viene considerato come un campagnolo e non ha amici, mentre In-ha è la ragazza più popolare della scuola. Dal-po ama segretamente l'amica, che intanto, pur sapendo che la sindrome di Pinocchio limita le sue scelte lavorative, decide di diventare una giornalista. Nel 2013, la famiglia Choi torna a vivere in città. Mentre In-ha ha passato gli ultimi tre anni dopo aver finito il college a studiare per diventare una giornalista, Dal-po fa il tassista. Cha-ok, che non vede sua figlia da dieci anni e si occupa ora del telegiornale della sera, boccia In-ha al colloquio dicendo che un reporter con la sindrome di Pinocchio sarebbe inutile. Vedendo quanto la ragazza sia infelice per il rifiuto della madre, Dal-po decide di aiutarla a realizzare il suo sogno e annuncia di voler diventare lui stesso un reporter. Un mese dopo, i due si presentano ai provini per la YGN, ma solo Dal-po viene accettato. Alla YGN il ragazzo incontra Hwang Gyo-dong, un tempo reporter e rivale di Cha-ok, che ha cambiato mestiere dopo quello che è successo alla famiglia Ki, gli confessa la sua vera identità e il motivo per cui ha accettato il lavoro: trovare suo fratello maggiore e riscattare il nome del padre. Ciò che non sa è che nel frattempo suo fratello si è vendicato degli operai che mentirono sul padre, uccidendone due. Intanto, con l'indice di credibilità della MSC ai minimi storici, Cha-ok assume In-ha, usando la sua sindrome come trovata pubblicitaria. Dal-po e In-ha si ritrovano a lavorare, così, per due reti rivali.

## Personaggi

### Personaggi principali
- Choi Dal-po/Ki Ha-myung, interpretato da Lee Jong-suk e Nam Da-reum (da giovane)
- Choi In-ha, interpretata da Park Shin-hye e Noh Jung-ui (da giovane)
- Seo Beom-jo, interpretato da Kim Young-kwang
- Yoon Yoo-rae, interpretata da Lee Yu-bi

### Personaggi secondari
Sala stampa della YGN
- Hwang Gyo-dong, interpretato da Lee Pil-mo
- Jang Hyun-kyu, interpretato da Min Sung-wook
- Lee Young-tak, interpretato da Kang Shin-il
- Jo Won-gu, interpretato da Jo Deok-hyun
- Im Jae-hwan, interpretata da Choo Soo-hyun

Sala stampa della MSC
- Song Cha-ok, interpretata da Jin Kyung
- Kim Gong-joo, interpretato da Kim Kwang-kyu
- Lee Il-joo, interpretato da Kim Young-hoon
- Yeon Doo-young, interpretato da Im Byung-ki
- Lee Joo-ho, interpretato da Yoon Seo-hyun

Famiglia
- Ki Ho-sang, interpretato da Jung In-gi
Padre di Ha-myung
- Madre di Ha-myung, interpretata da Jang Young-man
- Ki Jae-myung, interpretato da Yoon Kyun-sang e Shin Jae-ha (da giovane)
- Choi Gong-pil, interpretato da Byun Hee-bong
- Choi Dal-pyung, interpretato da Shin Jung-geun
Padre di In-ha
- Park Rosa, interpretata da Kim Hae-sook

## Ascolti
| Episodio | Data di trasmissione | Titolo                                                   | Dati TNSM           | Dati TNSM                  | Dati AGB            | Dati AGB                   |
| Episodio | Data di trasmissione | Titolo                                                   | A livello nazionale | Area metropolitana di Seul | A livello nazionale | Area metropolitana di Seul |
| -------- | -------------------- | -------------------------------------------------------- | ------------------- | -------------------------- | ------------------- | -------------------------- |
| 1        | 12 novembre 2014     | 피노키오 (Pinocchio)                                     | 7,8%                | 9,9%                       | 7,8%                | 8,4%                       |
| 2        | 13 novembre 2014     | 미운 오리 새끼 (Il brutto anatroccolo)                   | 10,6%               | 12,8%                      | 9,8%                | 10,8%                      |
| 3        | 19 novembre 2014     | 눈의 여왕 (La regina delle nevi)                         | 9,4%                | 10,9%                      | 9,4%                | 10,9%                      |
| 4        | 20 novembre 2014     | 로미오와 줄리엣 (Romeo e Giulietta)                      | 10,6%               | 12,8%                      | 10,4%               | 11,8%                      |
| 5        | 26 novembre 2014     | 임금님 귀는 당나귀 귀 (Il re con le orecchie d'asino)    | 9,2%                | 11,6%                      | 10,2%               | 12,2%                      |
| 6        | 27 novembre 2014     | 15소년 표류기 (Le avventure/L'isola di quindici ragazzi) | 11,0%               | 14,1%                      | 10,4%               | 12,1%                      |
| 7        | 3 dicembre 2014      | 우물 안 개구리 (La rana nel pozzo)                       | 8,9%                | 11,3%                      | 8,7%                | 9,6%                       |
| 8        | 4 dicembre 2014      | 운수 좋은 날 (Un giorno fortunato)                       | 10,8%               | 12,7%                      | 10,2%               | 11,4%                      |
| 9        | 10 dicembre 2014     | 피리부는 사나이 (Il pifferaio)                           | 9,2%                | 11,1%                      | 10,1%               | 11,9%                      |
| 10       | 11 dicembre 2014     | 양치기 소년 (Il pastorello)                              | 10,8%               | 13,2%                      | 10,7%               | 12,3%                      |
| 11       | 17 dicembre 2014     | 한여름 밤의 꿈 (Sogno di una notte di mezza estate)      | 11,1%               | 13,3%                      | 10,4%               | 11,6%                      |
| 12       | 18 dicembre 2014     | 마술피리 (Il flauto magico)                              | 11,3%               | 13,5%                      | 9,7%                | 10,9%                      |
| 13       | 24 dicembre 2014     | 크리스마스 선물 (Regali di Natale)                       | 10,4%               | 12,2%                      | 9,8%                | 11,1%                      |
| 14       | 25 dicembre 2014     | 헨젤과 그레텔 (Hansel e Gretel)                          | 11,6%               | 13,3%                      | 10,8%               | 11,7%                      |
| 15       | 1 gennaio 2015       | 돈키호테 (Chisciotte)                                    | 13,3%               | 15,6%                      | 12,9%               | 14,6%                      |
| 16       | 7 gennaio 2015       | 벌거벗은 임금님 (Il re nudo)                             | 12,9%               | 15,7%                      | 11,8%               | 14,0%                      |
| 17       | 8 gennaio 2015       | 주홍글씨 (La lettera scarlatta)                          | 12,7%               | 15,1%                      | 12,9%               | 15,2%                      |
| 18       | 14 gennaio 2015      | 빨간 구두 (Le scarpe rosse)                              | 12,6%               | 16,0%                      | 11,9%               | 13,3%                      |
| 19       | 14 gennaio 2015      | 해와 바람과 나그네 (Il sole, il vento e gli stranieri)   | 12,1%               | 15,5%                      | 11,3%               | 12,1%                      |
| 20       | 15 gennaio 2015      | 피터팬 (Peter Pan)                                       | 13,6%               | 16,7%                      | 13,3%               | 15,1%                      |
| Media    | Media                | Media                                                    | 11,0%               | 13,4%                      | 10,6%               | 12,1%                      |

## Colonna sonora
1. First Love (첫사랑) – Tiger JK feat. Punch
2. Pinocchio (피노키오) – Roy Kim
3. Non-Fiction – Every Single Day
4. Love is Like Snow (사랑은 눈처럼) – Park Shin-hye
5. The Only Person (하나뿐인 사람) – K.Will
6. Kiss Me – Zion.T
7. Passionate to Me (뜨겁게 나를) – Younha
8. You're the One (그대 하나로) – Kim Bo-kyung
9. Dreaming a Dream (꿈을 꾸다) – Park Shin-hye
10. Challenge – Every Single Day
11. My Story – Every Single Day
12. Tears in the Crowd (archi)
13. Pino Dream (archi)
14. Calm and Passion
15. Mysteric Them

## Riconoscimenti
| Anno | Premio               | Categoria                                                    | Ricevente                    | Risultato       |
| ---- | -------------------- | ------------------------------------------------------------ | ---------------------------- | --------------- |
| 2014 | Grimae Awards        | Miglior attore                                               | Lee Jong-suk                 | Vincitore/trice |
| 2014 | SBS Drama Awards     | Premio speciale SBS                                          | Lee Jong-suk                 | Vincitore/trice |
| 2014 | SBS Drama Awards     | Premio alla massima eccellenza, attore in un drama speciale  | Lee Jong-suk                 | Candidato/a     |
| 2014 | SBS Drama Awards     | Premio alla massima eccellenza, attrice in un drama speciale | Park Shin-hye                | Vincitore/trice |
| 2014 | SBS Drama Awards     | Migliori dieci stelle                                        | Lee Jong-suk                 | Vincitore/trice |
| 2014 | SBS Drama Awards     | Migliori dieci stelle                                        | Park Shin-hye                | Vincitore/trice |
| 2014 | SBS Drama Awards     | Premio popolarità in internet                                | Lee Jong-suk                 | Candidato/a     |
| 2014 | SBS Drama Awards     | Premio popolarità in internet                                | Park Shin-hye                | Candidato/a     |
| 2014 | SBS Drama Awards     | Premio miglior coppia                                        | Lee Jong-suk e Park Shin-hye | Vincitore/trice |
| 2014 | SBS Drama Awards     | Miglior nuovo artista                                        | Kim Young-kwang              | Vincitore/trice |
| 2014 | SBS Drama Awards     | Miglior nuovo artista                                        | Lee Yu-bi                    | Vincitore/trice |
| 2015 | Baeksang Arts Awards | Miglior attrice televisiva                                   | Park Shin-hye                | Candidato/a     |
| 2015 | Baeksang Arts Awards | Premio popolarità (TV)                                       | Lee Jong-suk                 | Vincitore/trice |

## Distribuzioni internazionali
| Paese       | Canale/i         | Prima TV                        | Titolo adottato |
| ----------- | ---------------- | ------------------------------- | --------------- |
| Singapore   | ONE TV ASIA      | 2014-2015                       | Pinocchio       |
| Taiwan      | ETTV             | 31 marzo-7 maggio 2015          | 皮諾丘          |
| Hong Kong   | TVB Korean Drama | 4 aprile-6 giugno 2015          | 皮諾丘          |
| Giappone    | EISEI GEKIJO     |                                 |                 |
| Indonesia   | RCTI             | 15 dicembre 2015-8 gennaio 2016 | Pinocchio       |
| Stati Uniti | KBFD             |                                 | Pinocchio       |
| Israele     | Viva Plus        | 2015                            | פינוקיו         |
| Filippine   | GMA Network      | 1º luglio 2015                  | Pinocchio       |